# DNS-polimeráz α
A DNS-polimeráz α, más néven Pol α az eukariótákban lévő enzim, mely a DNS-replikáció iniciációjában fontos. 4 alegységből áll, ezek a POLA1, a POLA2, a PRIM1 és a PRIM2. A kromoszomális DNS replikációjához fontos.
A Pol α processzivitása korlátozott, és nincs hibaellenőrző 3′-exonukleáz-aktivitása. Így nem megfelelő a hatékony és pontos hosszútemplát-másoláshoz, szemben a Pol δ-val és ε-nal. Ehelyett korlátozottabb szerepe van a replikációban. A Pol α a replikáció iniciációjában fontos a replikációs origókon a vezető és követő szálakon is, továbbá Okazaki-töredékeket hoz létre utóbbiakon. A Pol α-komplex (pol α-DNS-primáz-komplex) 4 alegységből áll: a katalitikus POLA1-ből, a szabályzó POLA2-ből és a kis és nagy primázalegységekből, a PRIM1-ből és a PRIM2-ből. Miután a primáz létrehozta az RNS-primert, a Pol α elkezdi a replikációt a primer mintegy 20 nukleotidos elongációjával.

## Történet
Először 1957-ben fedezték fel borjú-csecsemőmirigyben.

## Szerkezet

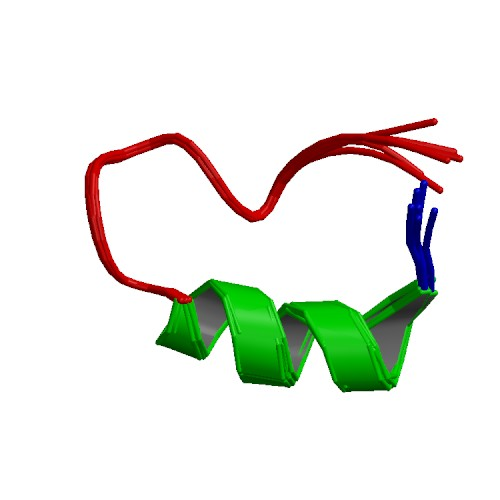
A DNS-polimeráz α POLA1 alegységének szerkezete

A DNS-polimeráz α a DNS-primázhoz hasonlóan vas-kén csoportokkal rendelkezik, melyek a DNS-t használó elektrontranszportban fontosak az elektronok gyors transzferéhez, ez észleli a DNS-károsodást, és fontos lehet a primázkomplex és a DNS-polimeráz α közti visszacsatolásban.
A DNS-polimeráz α 76 és egy 66 kDa-os alegységből álló heterodimer, izoelektromos pontja 5,0–5,2.

## Működés
A dezoxinukleozid-trifoszfátok kötése a megfelelő nukleotidot mintegy 100–1000-szeresen előnyben részesíti a nem megfelelőkhöz képest. Az ezt követő sebességmeghatározó lépést – az ujjak összezáródását – a nem megfelelő nukleotidok gátolják, közel 105-re növelve a polimerizációs lépések hűségét.
A komplementer C-szál szintézise alapján feltehetően összefügg a telomerfenntartással, de a CTC1–STN1–TEN1 fehérjék (összefoglaló nevükön CST ssDNS-kötő komplex) nélkül nem tud hozzá kötni. A CST alegységei irányítják a telomeráz elérését, megakadályozzák a G-többlet-bővülést, a TEN1 a Pol α-mediált C-szál-szintézishez szükséges. A telomer-ssDNS-sel és anélkül jelenlévő krioelektron-mikroszkópiai szerkezetben (PDB: 8SOK) a CST a POT1/TPP1-gyel kölcsönhat, ami összefügg, hogy szabályozzák ezek a CST jelenlétét a telomernél.

## Klinikai jelentőség
A parvovírus H-1 DNS-replikációja DNS-polimeráz α-t igényel in vitro.
A fludarabin és az 1β-
d-arabinofuranozilcitozin a leukémiakezelésben hatékony antimetabolit nukleozidanalógok önmagukban és kombinálva is. Aktivitásuk a megfelelő trifoszfáttá (F-ara-ATP és ara-CTP) alakulásukon alapul, melyek a DNS-be kerülve a további DNS-szintézist inhibeálva gátolják. E nukleozidanalógokat a Pol α a dezoxicitidin-trifoszfáthoz és a dezoxiadenozin-trifoszfáthoz hasonló mértékben illeszti be a DNS-be. A két analóg együttes bekerülése a DNS-be 99,3%-kal csökkentette a Pol α-aktivitást. A bázismentes helyekhez hasonlóan információt nem hordozó, így mutagén N-(2-dezoxi-
d-eritro-pentofuranozil)karbamid-DNS-léziókkal szemben általában dezoxiadenozin-monofoszfátot (dAMP) helyez el, ezután a lézió blokkolja.

## Kölcsönhatások
A DNS-polimeráz α kölcsönhat az MCM2-vel és a CTF4-gyel, velük együtt hisztonchaperonként működve a régi H3–H4-tetramerek követő szálba helyezi. Ezenkívül CMG-kötő repliszómafaktor.

## Fordítás
Ez a szócikk részben vagy egészben  a   DNA polymerase alpha című angol Wikipédia-szócikk ezen változatának fordításán alapul.  Az eredeti cikk szerkesztőit annak laptörténete sorolja fel. Ez a jelzés csupán a megfogalmazás eredetét és a szerzői jogokat jelzi, nem szolgál a cikkben szereplő információk forrásmegjelöléseként.